# ポテイトーズ
ポテイトーズ（PotooooooooまたはPot-8-Os、1773年 - 1800年）は、18世紀のイギリスの競走馬・種牡馬。エクリプスの代表産駒で、現代に残るエクリプス系競走馬の大半の祖となった。

## 経歴
ポテイトーズは1773年に第4代アビンドン伯爵ウィロービー・バーティーの牧場で生産されたサラブレッドの一頭である。

### 馬名
馬名の本来は「ポテト（potato、ジャガイモ）」である。命名の由来には諸説ある。
ある夜、馬丁は何か美味しいものを食べたが、それが何であるか知らなかった。その名を尋ねたところ、「ポテト（ポテイトー）」であると教えられた。馬丁はその正しい綴りを知らなかったため、Potの先の綴りが分からず、oを8個並べて「エイトオー（eight-o、原語発音はポテイトウに近く、pot+oooooooo(eight-o)=potatoとなる）」と読ませるようにして、これを厩舎に書きつけておいた。馬主のアビンドン伯爵がこの書きつけを見つけ、面白がって正式な馬名として採用、実際にこの名前で競走馬としてデビューさせた、というもの。
異説では、栗毛の毛色から馬丁らにそう呼ばれていたとする説。本馬の飼い葉桶にも「ポテト」と名前を書いてあった。
綴りの上では「Potoooooooo」であるが、読みは複数形で「ポテイトーズ（potatoes）」と読まれる。ジェネラルスタッドブックにおいてもこの表記が使われているが、現在では「Pot-8-Os」と略して表記される場合が多い。

### 競走馬として
珍名馬としてもよく知られるが、競走馬・種牡馬としても優秀な成績を収めている。競走馬としてのデビューは4歳になった1777年で、その翌年1778年に1200ギニーのスウィープステークスを勝ったあと、アビンドン伯爵はポテイトーズをグローヴナー伯爵リチャード・グローヴナーから売却を持ちかけられ、1500ギニーおよびその後の競走で挙げた獲得賞金の一部を支払うという契約で譲渡された。以後も勝ちを重ね、4歳から10歳までの間に重ねた勝鞍はジョッキークラブプレートなど34勝（ただし資料によってばらつきがあり、28勝という説もある）に上った。これは当時の競走馬としては最強の馬であり、エクリプス産駒としても最良のものであった。

### 種牡馬として
引退後はケンブリッジシャーのオックスクロフトファームに繋養され、20ギニーの種付け料を設定されて種牡馬となった。のちの1796年にニューマーケットのアッパーヘイルファームに移され、以後1800年11月に死亡するまでそこで過ごした。
種牡馬成績も優秀で、172頭が勝ちあがり、合計で6万2000ポンドの賞金を挙げた（こちらも諸説あり、162頭/5万7595ポンドともされる）。産駒にワキシー（Waxy、1793年エプソムダービー）、チャンピオン（Champion、1800年エプソムダービー、セントレジャーステークス）など、ワキシーがホエールボーン (Whalebone) を出し、現在のサラブレッドの大半の父系祖先となった。なお、ヘロド系の基幹種牡馬となったウッドペッカーとは同期で、ライバル関係にあった。
ポテイトーズの主な末裔については、エクリプス系#ポテイトーズ傍系以下を参照。

## 主な産駒
産駒は父の名前のせいか、野菜やナス科の名前を付けられてしまったものも多い。ナイトシェイドはイヌホオズキ（ナス科）であるし、ラディッシュ（ダイコン）という名を持つものもいる。
- ナイトシェイド Nightshade（エプソムオークス）
- チャンピオン Champion（エプソムダービー、セントレジャーステークス）
- タイラント Tyrant（エプソムダービー）
- ワキシー Waxy（エプソムダービー、1810年英チャンピオンサイアー）

## 血統表
| ポテイトーズの血統（エクリプス系 / Godolphin Arabian4×4=12.50% Crab4×4=12.50%（母内）他） | ポテイトーズの血統（エクリプス系 / Godolphin Arabian4×4=12.50% Crab4×4=12.50%（母内）他） | ポテイトーズの血統（エクリプス系 / Godolphin Arabian4×4=12.50% Crab4×4=12.50%（母内）他） | （血統表の出典）     | （血統表の出典）   |
| 父 Eclipse 1764 栗毛                                                                      | 父の父Marske 1750 黒鹿毛                                                                  | Squirt                                                                                    | Bartlet's Childers   | Bartlet's Childers |
| 父 Eclipse 1764 栗毛                                                                      | 父の父Marske 1750 黒鹿毛                                                                  | Squirt                                                                                    | Snake Mare           |                    |
| 父 Eclipse 1764 栗毛                                                                      | 父の父Marske 1750 黒鹿毛                                                                  | Blacklegs Mare                                                                            | Hutton's Blacklegs   | Hutton's Blacklegs |
| 父 Eclipse 1764 栗毛                                                                      | 父の父Marske 1750 黒鹿毛                                                                  | Blacklegs Mare                                                                            | Bay Bolton Mare      |                    |
| 父 Eclipse 1764 栗毛                                                                      | 父の母Spilletta 1749 黒鹿毛                                                               | Regulus                                                                                   | Godolphin Arabian    | Godolphin Arabian  |
| 父 Eclipse 1764 栗毛                                                                      | 父の母Spilletta 1749 黒鹿毛                                                               | Regulus                                                                                   | Grey Robinson        |                    |
| 父 Eclipse 1764 栗毛                                                                      | 父の母Spilletta 1749 黒鹿毛                                                               | Mother Western                                                                            | Easby Snake          | Easby Snake        |
| 父 Eclipse 1764 栗毛                                                                      | 父の母Spilletta 1749 黒鹿毛                                                               | Mother Western                                                                            | Old Montagu Mare     |                    |
| 母 Sportsmistress 1765 栗毛                                                               | 母の父Sportsman 1753                                                                      | Cade                                                                                      | Godolphin Arabian    | Godolphin Arabian  |
| 母 Sportsmistress 1765 栗毛                                                               | 母の父Sportsman 1753                                                                      | Cade                                                                                      | Roxana               |                    |
| 母 Sportsmistress 1765 栗毛                                                               | 母の父Sportsman 1753                                                                      | Silvertail                                                                                | Heneages Whitenose   | Heneages Whitenose |
| 母 Sportsmistress 1765 栗毛                                                               | 母の父Sportsman 1753                                                                      | Silvertail                                                                                | Rattle Mare          |                    |
| 母 Sportsmistress 1765 栗毛                                                               | 母の母Golden Locks 1758                                                                   | Oroonoko                                                                                  | Crab                 | Crab               |
| 母 Sportsmistress 1765 栗毛                                                               | 母の母Golden Locks 1758                                                                   | Oroonoko                                                                                  | Miss Slamerkin       |                    |
| 母 Sportsmistress 1765 栗毛                                                               | 母の母Golden Locks 1758                                                                   | Crab Mare                                                                                 | Crab                 | Crab               |
| 母 Sportsmistress 1765 栗毛                                                               | 母の母Golden Locks 1758                                                                   | Crab Mare                                                                                 | Partner Mare F-No.38 |                    |